# فرودگاه بین‌المللی آنتورپ
فرودگاه بین‌المللی آنتورپ (به انگلیسی: Antwerp International Airport) (به زبان بومی: Internationale Luchthaven Antwerpen) یک فرودگاه همگانی با کد یاتا ANR است که یک باند فرود آسفالت دارد و طول باند آن ۱۵۱۰ متر است. این فرودگاه در شهر آنتورپ کشور بلژیک قرار دارد و در ارتفاع ۱۲ متری از سطح دریا واقع شده‌است.

## شرکت‌های هواپیمایی و مقصدهای پروازی
The following airlines operate regular scheduled and charter flights at Antwerp International Airport:
| شرکت‌های هواپیمایی                      | مقصدهای پروازی |
| -------------------------------------- | --- |
| CityJet اجرا توسط Danish Air Transport | لندن سی‌تی |
| Powdair                                | فصلی: سیون (آغاز از ۱۴ دسامبر ۲۰۱۷) |
| TUI fly Belgium                        | آلیکانته-الچه، بارسلونا-ال پرات، مالاگا، مورسیا-سان یاویر، ناظور Seasonal summer: ایبیزا، اسپلیت، پالما د مایورکا Seasonal winter: اینسبروک (آغاز از ۲۲ دسامبر ۲۰۱۷) |

The nearest major international airport is بروکسل approximately ۴۰ کیلومتر (۲۵ مایل) to the south.